# Jonathan Caicedo
Jonathan Kléver Caicedo Cepeda (Santa Martha de Cuba, Carchi, 28 de abril de 1993) es un ciclista profesional de ruta ecuatoriano. Desde 2024 corre para el equipo mexicano Petrolike de categoría Continental.

## Biografía
Inició su carrera a los 15 años con el equipo amateur Panavial-Coraje Carchense (hoy Coraje Carchense), pero fue a los 20 que empezó a correr como profesional, tiempo en el que también participó con Richard Carapaz como parte del equipo sub-23. 
En 2015 corrió en suelo cafetero para el equipo profesional Strongman-Campagnolo, en donde durante la primera etapa de la Vuelta de la Juventud de Colombia superó a futuros grandes del ciclismo mundial como Fernando Gaviria.
Su despegue internacional inició en 2018, cuando tuvo destacadas participaciones en competencias europeas como la Vuelta a Asturias en donde alcanzó el segundo puesto en la clasificación general superado por su coterráneo Richard Carapaz. En agosto se convirtió en el primer ecuatoriano y quinto extranjero en ganar la Vuelta a Colombia.
El 5 de octubre de 2020 gana su primera etapa del Giro de Italia 2020.

## Palmarés
2015
- 1 etapa de la Vuelta de la Juventud de Colombia
- Campeonato de Ecuador Contrarreloj
- 3.º en el Campeonato de Ecuador en Ruta

2016
- Campeonato Panamericano en Ruta
- 1 etapa de la Vuelta a Costa Rica

2017
- 1 etapa del Clásico RCN

2018
- Vuelta a Colombia
- 1 etapa de la Vuelta al Ecuador

2019
- Campeonato de Ecuador Contrarreloj  [6]
- Campeonato de Ecuador en Ruta

2020
- 1 etapa del Giro de Italia

2022
- 3.º en el Campeonato de Ecuador en Ruta

2023
- Campeonato de Ecuador Contrarreloj

2024
- Vuelta al Táchira, más 1 etapa
- 3.º en el Campeonato de Ecuador Contrarreloj
- Vuelta Bantrab, más 2 etapas
- 1 etapa del Tour de Sibiu

2025
- 1 etapa de la Vuelta a Portugal

## Resultados en Grandes Vueltas y Campeonatos del Mundo
| Carrera         | Carrera         | 2016 | 2017 | 2018 | 2019  | 2020 | 2021 | 2022 | 2023 | 2024 | 2025 |
| --------------- | --------------- | ---- | ---- | ---- | ----- | ---- | ---- | ---- | ---- | ---- | ---- |
|                 | Giro de Italia  | —    | —    | —    | 108.º | 65.º | Ab.  | Ab.  | Ab.  | —    | —    |
|                 | Tour de Francia | —    | —    | —    | —     | —    | —    | —    | —    | —    | —    |
|                 | Vuelta a España | —    | —    | —    | —     | —    | Ab.  | 69.º | 47.º | —    | —    |
| Mundial en Ruta | Mundial en Ruta | —    | —    | —    | Ab.   | 80.º | —    | —    | Ab.  | Ab.  | —    |

—: no participa

Ab.: abandono

## Equipos
- Movistar Team Ecuador (2014)
- Strongman Campagnolo Wilier (2016)
- Bicicletas Strongman (2017)
- Team Medellín (2018)
- EF Edcuation First (2019-2023)
  - EF Education First Pro Cycling Team (2019)
  - EF Pro Cycling (2020)
  - EF Education-NIPPO (2021)
  - EF Education-EasyPost (2022-2023)
- Petrolike (2024-)